# Вагнер, Нандор
Нандор Вагнер (венг. Nándor Wagner, 7 октября 1922, Орадя — 15 ноября 1997, Моока, префектура Тотиги) — венгерский скульптор и художник.

## Жизнь и творчество
Нандор Вагнер родился в семье зубного врача, в городе Орадя (ныне Румыния). До и после Второй мировой войны учился в Художественной академии Будапешта. Творческий и жизненный путь Вагнера делится на три части: венгерский (1945—1956), шведский (1956—1969) и японский (1970—1997). Наиболее известные его работы — созданные из нержавеющей стали скульптуры — появились, когда он жил в Швеции и в Японии.
Нандор Вагнер и его жена-японка Тиё Вагнер, тоже скульптор, основали ТАО (Исследовательський институт мировой культуры и развития), занимающуюся поддержкой молодых талантливых художников, а также инициировали образование Академии гуманитарного наследия в Венгрии, работающей там с 1999 года.
После окончания Второй мировой войны Нандор Вагнер работает в своей мастерской в Будапеште и создаёт ряд выдающихся произведений: скульптуры Corpus Hungaricum, поэта Аттилы Йожефа, Скорбящей матери и др. В 1955 году, вместе с архитектором Золтаном Фаркасди, получает первый приз за проект Фонтан с тремя мальчиками, который должен был разместиться у Маргитского моста в Будапеште.
Во время венгерского восстания 1956 года состоял в так называемом Революционном комитете художников, поддерживавшим восставших. После ввода в Венгрию советских войск и подавления волнений эмигрировал вместе с семьёй в Швецию и организовал рабочую мастерскую в Лунде. В этот период своего творчества Вагнер начинает создавать композиции из нержавеющей стали (Военный мемориал польских солдат, Tranås, Фонтан четырёх детей, Клоун. Нандор Вагнер весьма активен и в живописи, много рисует и работает над новой художественной техникой, которую называет фресками на бумаге. В Швеции он занимается также промышленным дизайном и эргономикой, патентует некоторые свои технические идеи, преподаёт рисование в Художественной академии Лунда. В академии он знакомится с японской студенткой Тиё Акияма, ставшей его женой и спутником на всю оставшуюся жизнь.
Третий период жизни и творчества Нандора Вагнера прошёл в Японии. Первое его художественное ателье было открыто в городе Масико, префектура Тотиги. Скульптор начинает работать с глиной, и в самом конце 1970 года создаёт терракотовых Мать и дитя. Его имя также связано в Японии с созданием крупных скульптурных композиций (две 6-метровых статуи из нержавеющей стали Святого патрона путешественников (Досодзин) у Нарита Вью Отель, в комплексе нового международного токийского аэропорта в Нарите). Параллельно со скульптурными работами, Н.Вагнер занимался акварельной живописью и художественной керамикой. Заслуживает упоминания его терракотовая серия Шёлковый путь из 32 предметов (1974—1975).

## Галерея

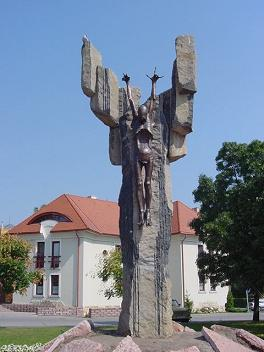
Corpus Hungaricum, (1951) бронза, Секешфехервар, Венгрия.